# Episodi de Il candidato - Zucca presidente (seconda stagione)
La seconda stagione della serie televisiva Il candidato - Zucca presidente è stata trasmessa in anteprima in Italia da Rai 3 tra il 3 marzo 2015 e l'8 giugno 2015.
| nº | Titolo originale           | Prima TV Italia |
| -- | -------------------------- | --------------- |
| 1  | Il Ricatto                 | 3 marzo 2015    |
| 2  | La premierina              | 2015            |
| 3  | Razzismo                   | 2015            |
| 4  | La Trattativa              | 2015            |
| 5  | Social Media Manager       | 2015            |
| 6  | Rottamazione               | 2015            |
| 7  | I giovani                  | 2015            |
| 8  | I Have a dream             | 2015            |
| 9  | Europa                     | 2015            |
| 10 | La manifestazione          | 2015            |
| 11 | L'ospitata                 | 2015            |
| 12 | La scuola pubblica         | 2015            |
| 13 | Conversione                | 2015            |
| 14 | Il congresso               | 2015            |
| 15 | Duello Tv                  | 2015            |
| 16 | La crisi                   | 2015            |
| 17 | Coming Out                 | 2015            |
| 18 | La talpa                   | 2015            |
| 19 | Le elezioni                | 2015            |
| 20 | Presidente! Mio presidente | 8 giugno 2015   |